# George Fownes

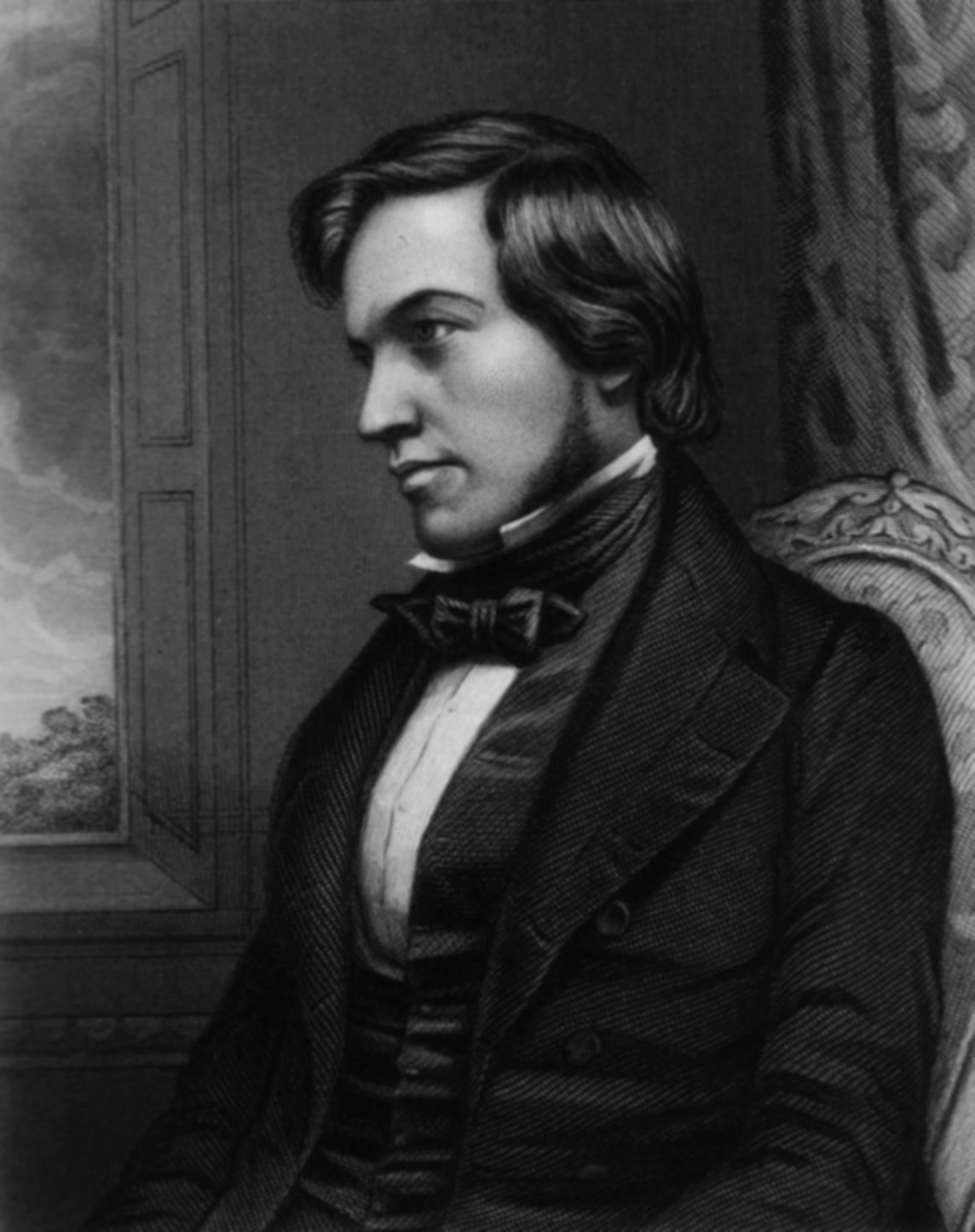
George Fownes

George Fownes  (* 14. Mai 1815 in London; † 31. Januar 1849 in Brompton, Kent) war ein englischer Chemiker.
Fownes beschloss mit 17 Jahren sich der Chemie zu widmen, besuchte eine Philosophical Class in der Western Literary Institution in London, wo Thomas Everett und Henry Watts lehrten. Ab 1837 war er im Labor des Lecturers in Chemie am Middlesex Hospital Thomas Everett. Er promovierte 1841 bei Justus von Liebig in Gießen, wo er ab 1839 war. 1840 war er wieder in London und Assistent im Labor von Thomas Graham, mit dem er sich befreundete. Er war Lecturer am Charing Cross Hospital und ab 1842 war er Chemieprofessor bei der Pharmaceutical Society, erhielt aber noch im selben Jahr die Nachfolge von Everett als Lecturer in Chemie am Middlesex Hospital. Das gab er 1845 aus Gesundheitsgründen auf, war aber ab 1846 Professor am University College London (Direktor des neu gegründeten Birkbeck Laboratory) auf Empfehlung von Graham. Außerdem war er Sekretär der Chemical Society in London. 1847 war er zur Erholung auf Barbados. Er starb nach seiner Rückkehr nach England an einer Erkältung in seinem Elternhaus.
Fownes war für Untersuchungen in organischer Chemie bekannt. 1845 benannte er das 1821 isolierte Furfural als Furforol. Er gewann es durch Wirkung von Schwefelsäure auf Kleie (lateinischer Name furfur, die Endung -ol kam von Oleum, Öl). Daraus synthetisierte er durch Einwirkung von Ammoniak Furfuramid (von ihm Furfurin genannt), was man als erste Synthese einer pflanzlichen alkalischen organischen Verbindung betrachtete. Er veröffentlichte sie 1845 in den Philosophical Transactions der Royal Society. Dort veröffentlichte er auch seine Entdeckung einer neuen organischen Base (Hydrobenzamid), die er Benzelin nannte und aus Bittermandelöl gewann. Er wies Phosphate in Vulkangesteinen nach, was von Bedeutung für die Betrachtung der Wirkung von Düngern war.
1842 erhielt er den Preis der Royal Agricultural Society of England für seinen Essay On the Food of Plants und 1844 den 1838 gestifteten Actonian Prize für Chemistry as Exemplifies the Wisdom and Beneficence of God. Der Preis war mit 105 Pfund dotiert (100 Guinee). Anfang 1844 gab er sechs Vorlesungen über The Chemistry of Vegetable Life bei der London Institution. 1845 wurde er Fellow der Royal Society, deren Royal Medal er 1847 erhielt. 
Sein Lehrbuch A Manual of Elementary Chemistry, Theoretical and Practical  von 1844 erlebte auch nach seinem Tod viele Auflagen (bis zur 12. im Jahr 1872). Die späteren Auflagen wurden von Henry Bence Jones, August Wilhelm von Hofmann und Henry Watts betreut.